# 명예남성

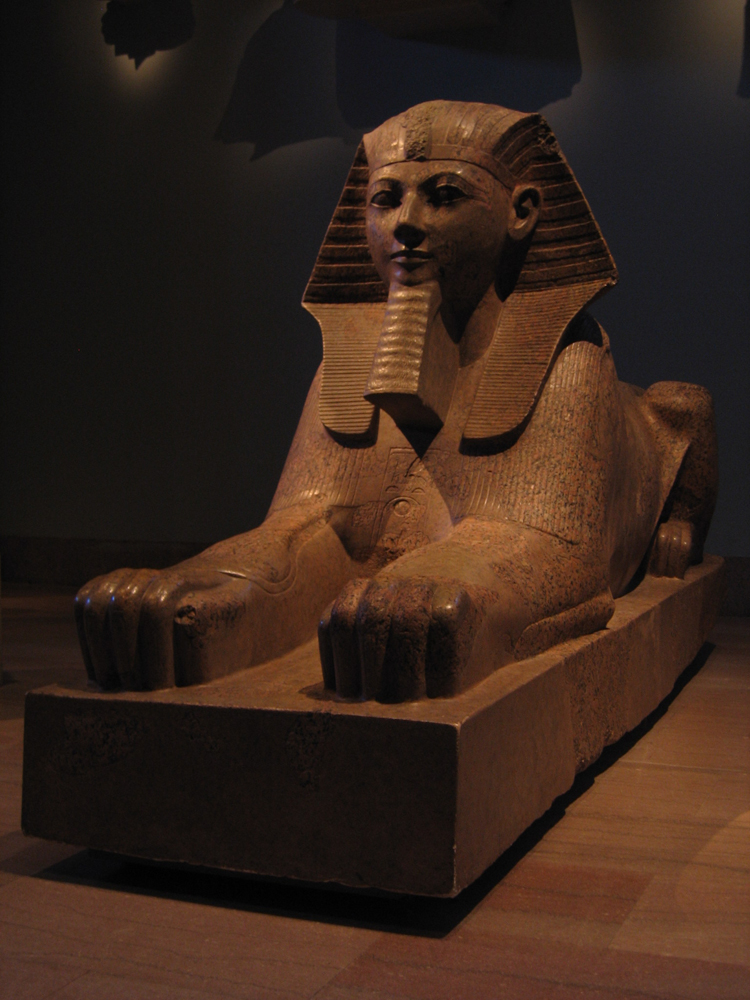
이집트의 여왕은 완전한 파라오로서 통치했다.

명예남성(名譽男性, honorary male)이란 부권제적 현상을 교란시키지 않고 남성과 동등한 또는 그에 준하는 지위에 오른 여성을 말한다.
Allison Heisch는 〈엘리자베스 1세 여왕과 부권제의 지속〉에서 명예남성을 남성중심사회를 기능케 하는 가치와 관습을 받아들여 내면화하고 그에 따르는 여자라고 정의했다. 그에 따르면 명예남성은 부권적 지배를 전복하려 하기보다는 오히려 지지하는 경향을 보이며, 논문 제목에서도 나온 엘리자베스 1세 여왕을 그 예시로 들었다. 비록 여왕이 나라를 다스렸지만 당시 잉글랜드 여성들의 삶이 진보했다는 증거는 거의 또는 전혀 없다. 또한 Heisch는 살롱에 앉아 남자처럼 여송연을 피우며 남자들과 고상한 대화를 나눈 거트루드 스타인도 명예남성의 예시로 들었다. 실제로 어니스트 헤밍웨이는 스타인과 자신이 “형제”같은 사이라고 한 바 있다.
캐롤라인 헤일브룬은 〈‘특권적’ 여성의 비자서전: 영국과 미국의 경우〉(1988년)에서 명예남성은 자신의 특권적 위치를 유지하기 위해 보통의 여자들로부터 스스로를 분리시켜야만 한다고 했다. 그럼으로써 명예남성은 가정이라는 구속을 남성세계라는 또다른 구속과 맞교환한다.
사라 흘루페킬레 롱그웨는 1998년 잠비아의 남성중심적 정치계를 미국과 비교한 글에서 명예남성들은 최고의 지위에 올라와 있는 자신의 경험에만 비추어 다른 여성들도 모두 평등한 상태에 있다고 생각하는 여왕벌적 행태를 보인다고 논했다. 롱그웨는 이를 대처 증후군이라고 불렀다. 롱그웨에 따르면 대처 증후군을 가진 여왕벌적 명예남성은 다른 여성에게 권력을 부여하고자 하지 않으며 그보다는 남성들 사이의 독보적인 여성이라는 자신의 지위를 유지하는 데 골몰한다.

## 같이 보기
- 명예 아리아인
- 잔 다르크
- 제3의 성